# Rú Chá
Rú Chá là một khu rừng ngập mặn nguyên sinh nằm ven phá Tam Giang tại quận Thuận Hóa, thành phố Huế, Việt Nam.
Khu rừng này ban đầu có diện tích khoảng 4 ha, có chức năng ngăn mặn, bảo vệ nguồn lợi thủy sản và đất liền. Rừng không đa dạng về thành phần loài, đa phần là cây chá (Excoecaria agallocha) mọc tự nhiên. Tên gọi Rú Chá cũng bắt nguồn từ loài cây này. Về sau, chính quyền cho mở rộng diện tích rừng ngập mặn tại khu vực này lên gần 22 ha, trồng thêm các loài cây ngập mặn khác như đước, sú, vẹt, bần chua, dừa nước...